# Le Point
Le Point (pronunciació francesa: [ləˈpwɛ̃]) és un setmanari polític i revista de notícies publicat a París, França.
El setmanari ha estat objecte de diverses condemnes judicials per islamofòbia i no seguiment de la deontologia del periodisme. Ha estat regularment objecte de polèmiques degut a articles reaccionaris que apropen la seva línia editorial a l'extrema dreta.

## Història i perfil
Le Point va ser fundat el setembre de 1972 per un grup de periodistes que, un any abans, van deixar l'equip editorial de L'Express, que llavors era propietat de Jean-Jacques Servan-Schreiber, diputat del Partit Radical, un partit de centre.
L'empresa que opera Le Point, Société d'exploitation de l'hebdomadaire Le Point (SEBDO Le Point) té la seva central en el 14è districte de París. Els fundadors emfasitzen en que les necessitats dels lectors siguin l'objectiu de Le Point que surt setmanalment cada dijous.
Després d'un inici força difícil el setembre de 1972, la revista aviat va desafiar L'Express. L'equip editorial de 1972 va trobar suport financer del grup Hachette i va ser aleshores dirigit per Claude Imbert. Altres periodistes de l'equip eren: Jacques Duquesne, Henri Trinchet, Pierre Billard, Robert Franc, Georges Suffert. L'administració va incloure Olivier Chevrillon, Pdg i Philippe Ramond. Ha canviat de propietat diverses vegades. Gaumont cinema Group va comprar la revista el 1981. El 1997 la revista va ser adquirida pel seu propietari actual, Artémis, un grup d'inversió francès fundat i propietat del bilionari home de negocis François Pinault. El 2001 va canviar el logo i disseny de Le Point. El setmanal va contractar periodistes de la premsa parisenca i va confiat en la seva habilitat per redefinir el gènere. Va prendre com a exemple Revista i Newsweek.

## Circulació
Le Point va tenir una circulació de 336.000 exemplars el 1981. 311.000 exemplars el 1987 i 320.000 el 1988.
El 2001 Le Point va tenir una circulació de 303.000 exemplars. Durant el període 2007-2008 va treure 419.000 exemplars i el 2009, 435.000. La seva circulació el 2011 era de 428.114 exemplars. i el 2013, 417.062.